# Skrivnostna reka
‎Skrivnostna reka (izvirni angleški naslov The Secret River) je zgodovinski roman, delo avstralske pisateljice Kate Grenville; delo je prvič izšlo leta 2005. Za svoje delo je prejela literarno nagrado Commonweatha (ISBN 1920885757).
Roman opisuje doživetja prvih evropskih priseljencev v Avstraliji in predvsem o njihovem odnosu z Aboridžini.